# 山口県の市町村旗一覧
山口県の市町村旗一覧（やまぐちけんのしちょうそんきいちらん）は、山口県内の市町村に制定されている、あるいは制定されていた市町村章の一覧である。なお、一覧の順序は全国地方公共団体コード順による。廃止された市町村章は廃止日から順に掲載している。

## 市部
| 市           | 市旗 | 制定有無 | 制定日         | 旗の色                                         | 備考                                                       |
| ------------ | ---- | -------- | -------------- | ---------------------------------------------- | ---------------------------------------------------------- |
| 下関市       |      | なし     | なし           | 地色は白色であり、紋章は水色が指定されている   | 2代目の市旗である                                          |
| 宇部市       |      | あり     | 1922年5月7日   | 地色は白色であり、紋章は赤色が指定されている   |                                                            |
| 山口市       |      | あり     | 1963年7月26日  | 地色は白色であり、紋章は赤色が指定されている   | 旧・山口市制時に制定され、新市制施行後に継承される         |
| 萩市         |      | なし     | なし           | 地色は白色であり、紋章は水色が指定されている   | 2代目の市旗である                                          |
| 防府市       |      | あり     | 1937年12月28日 | 地色は白色であり、紋章は赤色が指定されている   |                                                            |
| 下松市       |      | なし     | なし           | 地色は紺色であり、紋章は白色が指定されている   |                                                            |
| 岩国市       |      | なし     | なし           | 地色は臙脂色であり、紋章は白色が指定されている | 旧・岩国市制時に慣例的に使用され、新市制施行後に継承される |
| 光市         |      | あり     | 2004年10月12日 | 地色は青色であり、紋章は白色が指定されている   | 2代目の市旗である                                          |
| 長門市       |      | あり     | 2005年10月1日  | 地色は臙脂色であり、紋章は白色が指定されている | 2代目の市旗である                                          |
| 柳井市       |      | あり     | 2005年10月1日  | 地色は濃緑色であり、紋章は白色が指定されている | 2代目の市旗である                                          |
| 美祢市       |      | あり     | 2009年4月4日   | 地色は濃緑色であり、紋章は白色が指定されている | 2代目の市旗である                                          |
| 周南市       |      | なし     | なし           | 地色は白色であり、紋章は指定色が指定されている |                                                            |
| 山陽小野田市 |      | あり     | 2006年2月1日   | 地色は青緑色であり、紋章は白色が指定されている |                                                            |

## 町村部
| 郡     | 町村       | 町村旗 | 制定有無 | 制定日        | 旗の色                                           | 備考 |
| ------ | ---------- | ------ | -------- | ------------- | ------------------------------------------------ | ---- |
| 大島郡 | 周防大島町 |        | あり     | 2005年6月11日 | 地色は白色であり、紋章は指定色が指定されている   |      |
| 玖珂郡 | 和木町     |        | なし     | なし          | 地色は海老茶色あり、紋章は指定色が指定されている |      |
| 熊毛郡 | 上関町     |        | なし     | なし          | 地色は水色であり、紋章は白色が指定されている     |      |
| 熊毛郡 | 田布施町   |        | あり     | 1982年1月1日  | 地色は白色であり、紋章は緑色が指定されている     |      |
| 熊毛郡 | 平生町     |        | 未制定   | 未制定        | 地色は白色であり、紋章は臙脂色が指定されている   |      |
| 阿武郡 | 阿武町     |        | あり     | 1966年11月1日 | 地色は小豆色であり、紋章は白色が指定されている   |      |

## 廃止された市町村旗
| 市郡     | 町村     | 市町村章 | 由来 | 制定日                 | 廃止日        | 旗の色 | 備考             |
| -------- | -------- | -------- | ---- | ---------------------- | ------------- | --- | ---------------- |
| 徳山市   |          |          | なし | なし                   | 2003年4月21日 | 地色は臙脂色であり、紋章は白色が指定されている |                  |
| 新南陽市 |          |          | あり | 1970年11月2日          | 2003年4月21日 | 地色は白色であり、紋章は海老茶色が指定されている |                  |
| 熊毛郡   | 熊毛町   |          | なし | なし                   | 2003年4月21日 | 地色は緑色であり、紋章は白色が指定されている |                  |
| 都濃郡   | 鹿野町   |          | なし | なし                   | 2003年4月21日 | 地色は緑色であり、紋章は白色が指定されている |                  |
| 大島郡   | 大島町   |          | なし | なし                   | 2004年10月1日 | 地色は白色あり、紋章は青色が指定されている |                  |
| 大島郡   | 久賀町   |          | なし | なし                   | 2004年10月1日 | 地色は士藍色あり、紋章は「久」の部分は白色と「か」の部分は赤色が指定されている                                                                           |                  |
| 大島郡   | 東和町   |          | あり | 1960年5月10日          | 2004年10月1日 | 地色は海老茶色あり、紋章は白色が指定されている |                  |
| 大島郡   | 橘町     |          | なし | なし                   | 2004年10月1日 | 地色は橙色あり、紋章は濃緑色が指定されている |                  |
| 光市     |          |          | あり | 1971年2月1日           | 2004年10月4日 | 地色は水色であり、紋章は白色が指定されている | 初代の市旗である |
| 熊毛郡   | 大和町   |          | なし | なし                   | 2004年10月4日 | - |                  |
| 厚狭郡   | 楠町     |          | なし | なし                   | 2004年11月1日 | 地色は臙脂色であり、紋章は白色が指定されている |                  |
| 下関市   |          |          | あり | 1909年11月15日         | 2005年2月13日 | 地色は白色であり、紋章は黒色が指定されている | 初代の市旗である |
| 豊浦郡   | 菊川町   |          | なし | なし                   | 2005年2月13日 | - |                  |
| 豊浦郡   | 豊田町   |          | なし | なし                   | 2005年2月13日 | - |                  |
| 豊浦郡   | 豊浦町   |          | なし | なし                   | 2005年2月13日 | 地色は藍色であり、紋章は白色が指定されている |                  |
| 豊浦郡   | 豊北町   |          | なし | なし                   | 2005年2月13日 | 地色は白色であり、紋章は臙脂色が指定されている |                  |
| 柳井市   |          |          | あり | 1963年4月10日          | 2005年3月21日 | 地色は濃緑色であり、紋章は白色が指定されている | 初代の市旗である |
| 玖珂郡   | 大畠町   |          | あり | 1964年10月6日          | 2005年3月21日 | 地色は緑色であり、紋章は蜜柑色が指定されている |                  |
| 萩市     |          |          | あり | 1934年3月13日          | 2005年3月6日  | 地色は白色であり、紋章は赤色が指定されている | 初代の市旗である |
| 阿武郡   | 川上村   |          | あり | 1967年3月15日          | 2005年3月6日  | 地色は暗緑色であり、紋章は白色が指定されている |                  |
| 阿武郡   | 田万川町 |          | あり | 1965年11月3日          | 2005年3月6日  | 指定されていない |                  |
| 阿武郡   | むつみ村 |          | なし | なし                   | 2005年3月6日  | - |                  |
| 阿武郡   | 須佐町   |          | なし | なし                   | 2005年3月6日  | - |                  |
| 阿武郡   | 旭村     |          | あり | 1970年4月 （日付不明） | 2005年3月6日  | 地色は緑色であり、紋章は白色が指定されている |                  |
| 阿武郡   | 福栄村   |          | なし | なし                   | 2005年3月6日  | - |                  |
| 小野田市 |          |          | あり | 不明                   | 2005年3月22日 | 地色は臙脂色であり、紋章は白色が指定されている |                  |
| 厚狭郡   | 山陽町   |          | あり | 1973年3月29日          | 2005年3月22日 | 指定されていない |                  |
| 長門市   |          |          | あり | 1987年4月10日          | 2005年3月22日 | 地色はセルリアンブルー色であり、紋章は白色が指定されている                                                                                               | 初代の市旗である |
| 大津郡   | 油谷町   |          | なし | なし                   | 2005年3月22日 | 地色は臙脂色であり、紋章は白色が指定されている |                  |
| 大津郡   | 日置町   |          | なし | なし                   | 2005年3月22日 | 地色は朱緋色であり、紋章は白色が指定されている |                  |
| 大津郡   | 三隅町   |          | なし | なし                   | 2005年3月22日 | 地色は白色であり、紋章は紫紺色が指定されている |                  |
| 吉敷郡   | 小郡町   |          | あり | 1966年11月16日         | 2005年10月1日 | 地色は白色であり、紋章は輪の部分は紺色・「小」と四つの外周部分の三角形は黄土色と黄色の混色（比率は黄土色が6・黄色が4である=6:4（6対4））が指定されている |                  |
| 吉敷郡   | 阿知須町 |          | なし | なし                   | 2005年10月1日 | 地色は臙脂色であり、紋章は白色が指定されている |                  |
| 吉敷郡   | 秋穂町   |          | なし | なし                   | 2005年10月1日 | 地色は臙脂色であり、紋章は白色が指定されている |                  |
| 佐波郡   | 徳地町   |          | なし | なし                   | 2005年10月1日 | 地色は臙脂色であり、紋章は白色が指定されている |                  |
| 玖珂郡   | 由宇町   |          | あり | 1952年4月1日           | 2006年3月20日 | 地色は緑色であり、紋章は白色が指定されている |                  |
| 玖珂郡   | 本郷村   |          | なし | なし                   | 2006年3月20日 | - |                  |
| 玖珂郡   | 周東町   |          | なし | なし                   | 2006年3月20日 | - |                  |
| 玖珂郡   | 錦町     |          | なし | なし                   | 2006年3月20日 | - |                  |
| 玖珂郡   | 美川町   |          | なし | なし                   | 2006年3月20日 | - |                  |
| 玖珂郡   | 美和町   |          | なし | なし                   | 2006年3月20日 | - |                  |
| 玖珂郡   | 玖珂町   |          | なし | なし                   | 2006年3月20日 | - |                  |
| 美祢市   |          |          | あり | 1954年9月29日          | 2008年3月21日 | 地色は臙脂色であり、紋章は白色が指定されている | 初代の市旗である |
| 美祢郡   | 秋芳町   |          | あり | 1961年10月1日          | 2008年3月21日 | 地色は臙脂色であり、紋章は白色が指定されている |                  |
| 美祢郡   | 美東町   |          | あり | 不明                   | 2008年3月21日 | 地色は白色であり、紋章は臙脂色が指定されている |                  |
| 阿武郡   | 阿東町   |          | なし | なし                   | 2010年1月16日 | 地色は緑色であり、紋章は白色が指定されている |                  |

### 書籍
- 中川幸也『シリーズ人間とシンボル第2号「都市の旗と紋章」』中川ケミカル、1987年10月11日。
- NHK情報ネットワーク『NHKふるさとデータブック7 [中国]』日本放送協会、1992年5月1日。

### 自治体書籍
- 周防大島町役場『周防大島町例規集』山口県大島郡周防大島町。
- 新南陽市役所『新南陽市例規集』山口県新南陽市。
- 東和町役場『東和町例規集』山口県大島郡東和町。
- 光市役所『旧・光市例規集』山口県光市。
- 川上村役場『川上村例規集』山口県阿武郡川上村。
- 田万川町役場『田万川町例規集』山口県阿武郡田万川町。
- 旭村役場『旭村例規集』山口県阿武郡旭村。
- 山陽町役場『山陽町例規集』山口県厚狭郡山陽町。
- 長門市役所『旧・長門市例規集』山口県長門市。
- 小郡町役場『小郡町例規集』山口県吉敷郡小郡町。
- 由宇町役場『由宇町例規集』山口県玖珂郡由宇町。